# 符号积分
微积分学中，符号积分指找到给定函数f(x)的积分，即找到可微函数F(x)使
{\displaystyle {\frac {dF}{dx}}=f(x).}
也可以表示为
{\displaystyle F(x)=\int f(x)\,dx.}

## 讨论
“符号”问题异于数值问题，后者求给定输入时的F，而非求F的一般公式。
早在数字计算机出现之前，人们就认为这两个问题都具有重要意义，但现在则一般认为属于计算机科学范畴，因为计算机目前最常用于求解个别特例。
求表达式的微分很简单，很容易构建算法；求积分则困难得多。许多相对简单的表达式的积分无法表示为解析解。参见不定积分与非初等积分。
有一种称为Risch算法的程序，能确定初等函数（由有限多指数、对数、常数、方根通过有限次复合、4种初等运算组成）的积分是否初等，如果是，则可以返回待求积分。Risch算法的最初形式并不适合直接实现，其完整运算需要很长时间。它最早是在ruduce中实现了纯超越函数，James H. Davenport在reduce中解决了纯代数函数，Manuel Bronstein解决了一般情况，并在Axiom中实现了几乎全部算法。不过迄今为止，还没有一种Risch算法程序能处理其中所有特例与分支。
然而Risch算法只能用于不定积分，而物理学家、理论化学家和工程师更关注定积分 ，通常与拉普拉斯变换、傅里叶变换与梅林变换有关。由于缺乏通用算法，计算机代数系统的开发人员采用了基于模式匹配和特殊函数（尤其是不完全Γ函数）的启发式算法。虽然这种方法是启发式，而非算法式，但仍是解决实际工程应用遇到的许多定积分的有效方法。诸如Macsyma的早起系统有些定积分与表中的特殊函数有关，但这种方法设计特殊函数及其参数的微分、变量变换、模式匹配及其他操作，由Maple开发者首创，后来被Mathematica、Axiom、MuPAD等系统效仿。

## 最新进展
符号积分经典方法的主要问题在于，如果函数以解析解形式给出，那么其不定积分一般就没有类似的表示形式。也就是说，可以用解析解表示的函数在积分时不闭包。
完整函数在不定积分时闭包，可在计算机中通过算法实现微积分的许多运算。
更确切地说，完整函数是具有多项式系数的同类线性微分方程。完整函数对加法与乘法、微分与积分封闭，其中包括代数函数、指数函数、对数、正弦和余弦、反三角函数、反双曲函数等，还包括最常见的特殊函数，如艾里函数、误差函数、贝塞尔函数及所有超几何函数。
完整函数由一个基本性质：其泰勒级数在任一点的系数都满足多项式系数线性递推关系式，这递推可从定义函数的微分方程计算得到。反之，给定幂级数系数之间的这种地推关系，也就定义了一个完整函数，其微分方程有算法计算。通过地推关系可以快速算出泰勒级数，从而计算出任一点的函数值，且误差极小。
这使得微积分学中的大多数运算在完整函数上都可以用微分方程及初始条件来表示，其中就包括积分，以及函数在无穷远处的极限、在无界区域上的定积分等等。
所有这些操作都可用Maple的algolib库实现。另见《Dynamic Dictionary of Mathematical functions》。

## 例子
例如：
{\displaystyle \int x^{2}\,dx={\frac {x^{3}}{3}}+C}
是不定积分的符号结果（C是积分常数），
{\displaystyle \int _{-1}^{1}x^{2}\,dx=\left[{\frac {x^{3}}{3}}\right]_{-1}^{1}={\frac {1^{3}}{3}}-{\frac {(-1)^{3}}{3}}={\frac {2}{3}}}
是定积分的符号结果，而
{\displaystyle \int _{-1}^{1}x^{2}\,dx\approx 0.6667}
是同一定积分的数值结果。